# Parafia św. Jana Nepomucena w Młynisku
Parafia św. Jana Nepomucena w Młynisku – parafia rzymskokatolicka, znajdująca się w archidiecezji częstochowskiej, w dekanacie Mokrsko.